# Stenbrud
Et stenbrud er en mine hvor der brydes sten af undergrundens klippeformationer.
De fleste stenbrud er åbne, dvs. de består af et dybt hul i jorden, i modsætning til lukkede miner, der består af minegange ind i en bakke eller ned i jorden.
Forskellen på stenbrud og grusgrave er primært at stenen sprænges, skæres eller flækkes ud af undergrunden, hvorimod gruset graves direkte op. Slutresultatet er for en stor dels vedkommende findelte materialer i de samme størrelser, hvor forskellen blot er at skærverne fra stenbruddet har skarpere kanter end gruset fra grusgraven. De skarpe kanter giver andre statiske egenskaber end det vandaflejrede, mere runde grus.
I Danmark findes stenbrud primært på Bornholm, hvor der er flere forskellige typer af granit og sandsten.
- Wikimedia Commons har flere filer relateret til Stenbrud